# Beni Bouateb
Beni Bouateb è un comune dell'Algeria, situato nella provincia di Chlef.